# کرکس
کرکس یا لاشخور اشاره به دو گروه متفاوت از پرندگان شکاری لاشه‌خوار، شامل کرکس‌های جهان جدید بومی قاره آمریکا و کرکس‌های جهان قدیم بومی آفریقا و اوراسیا دارد. در استرالیا و جنوبگان نیز هیچ کرکسی بومی نیست؛ با این حال کرکس‌های سرسفید توانسته‌اند از خط والاس عبور کنند.
لاشخورها پاهای آلوده خود را با ادرار کردن ضدعفونی می‌کنند.

## نام‌شناسی
پرندگان شکاری لاشه‌خوار را در زبان فارسی بیشتر کرکس و لاشخور می‌نامند. گاهی واژه‌های کرگس، لشخور، دژکاک، دال، مرغ مردارخوار و نسر (واژه عربی) نیز برای نامیدن آن‌ها استفاده می‌شوند. کرکس را در زبان پهلوی، کرکاس می‌گفتند.

## طبقه‌بندی

### کرکس‌های جهان قدیم

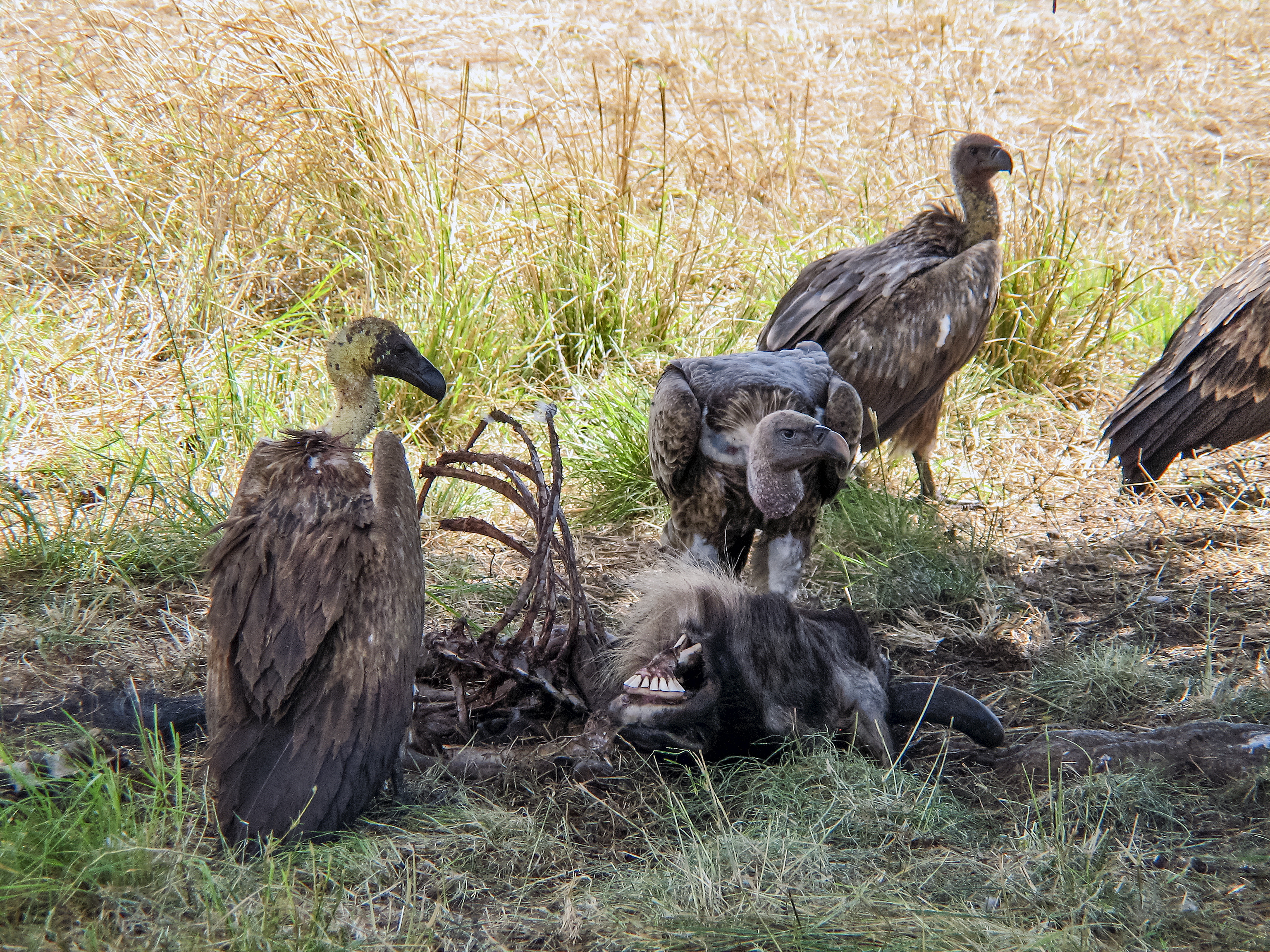
گروهی از دال‌های پشت‌سفید آفریقایی در حال خوردن لاشه یک کل یالدار، ماسایی مارا

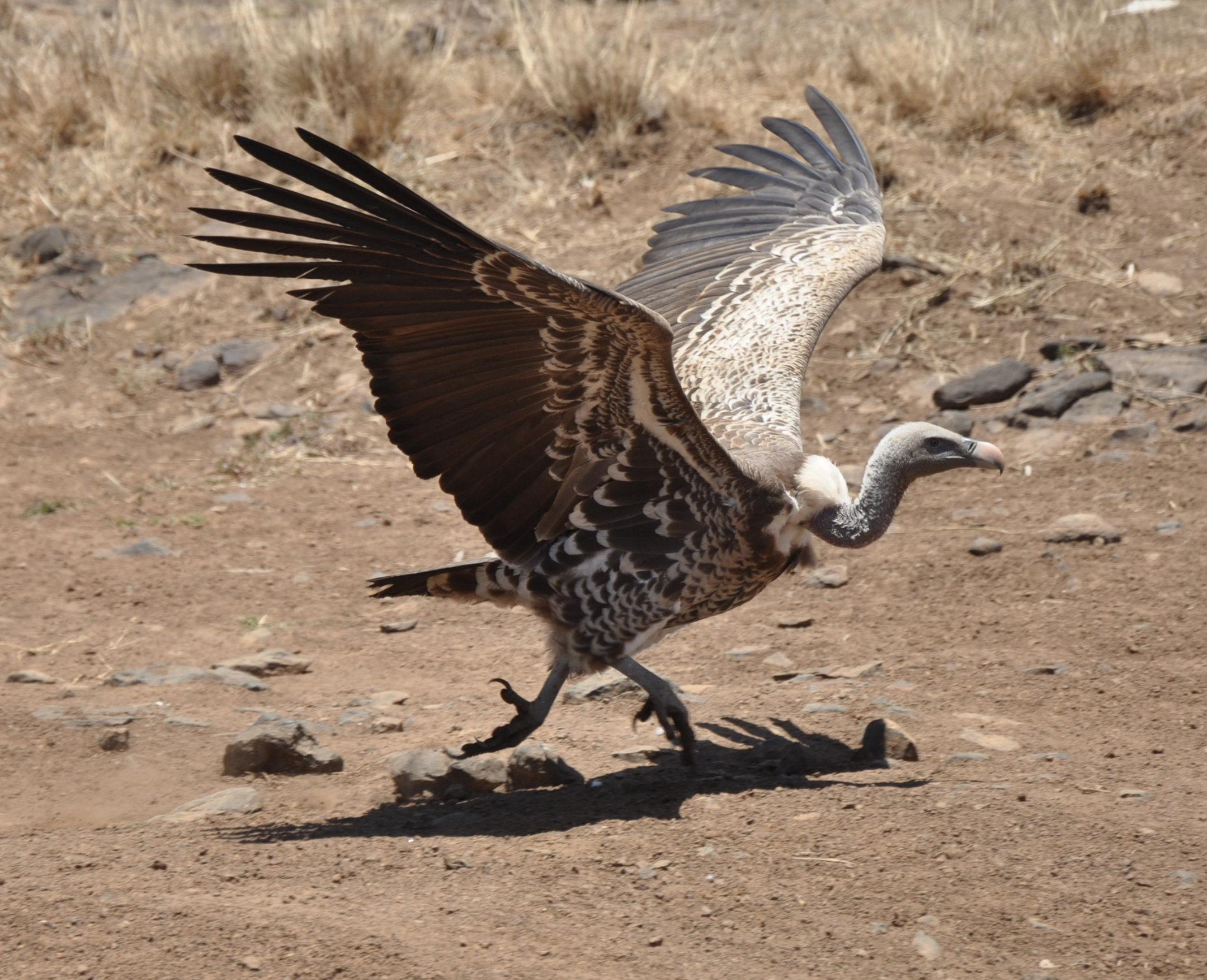
یک دال روپل در پارک ملی نایروبی

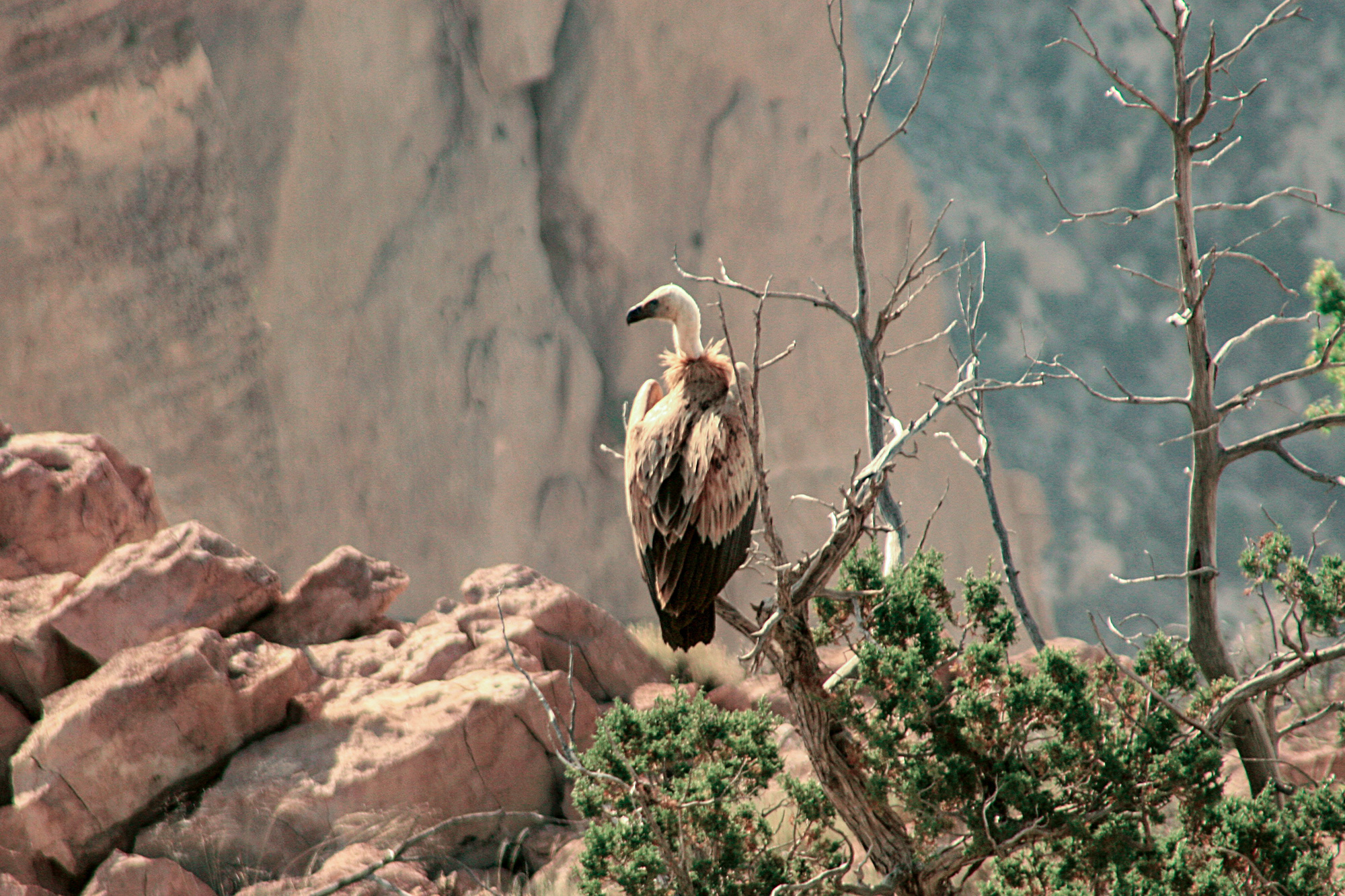
یک دال معمولی در ارتفاعات منطقه حفاظت‌شده گنو

کرکس‌های جهان قدیم در تیره بازان قرار می‌گیرند؛ یعنی خویشاوند عقاب‌ها، بازها، سنقرها و سارگپه‌ها هستند. این جانوران به دلیل زندگی در جهان قدیم (آسیا، اروپا و آفریقا) به این نام معروف شده‌اند. کرکس‌های جهان قدیم یک زیرخانواده واحد نیستند؛ هما، کرکس کوچک و کرکس نخل زیرخانواده‌ای به نام Gypaetinae را تشکیل می‌دهند و سایر گونه‌های کرکس جهان قدیم در زیرخانواده‌ای دیگر با نام Aegypiinae قرار می‌گیرند. ۱۶ گونه از کرکس‌های جهان قدیم امروزه زیست می‌کنند:
- دال سیاه (Aegypius monachus)
- دال معمولی (Gyps fulvus)
- دال دمگاه‌سفید (Gyps bengalensis)
- دال روپل (Gyps rueppelli)
- دال هندی (Gyps indicus)
- دال نوک‌باریک (Gyps tenuirostris)
- دال هیمالیایی (Gyps himalayensis)
- دال پشت‌سفید آفریقایی (Gyps africanus)
- دال دماغه (Gyps coprotheres)
- کرکس کلاه‌پوش (Necrosyrtes monachus)
- کرکس سرسرخ (Sarcogyps calvus)
- کرکس غبغب‌دار (Torgos tracheliotus)
- کرکس سرسفید (Trigonoceps occipitalis)
- هما (Gypaetus barbatus)
- کرکس کوچک (Neophron percnopterus)
- کرکس نخل (Gypohierax angolen)

دال معمولی، دال سیاه، کرکس کوچک و هما، ۴ گونه رایج کرکس در ایران هستند. به صورت تاریخی دال کفل‌سفید نیز در جنوب بلوچستان و شرق هرمزگان زیست می‌کرده، اما گونه‌ای بسیار کمیاب است و در ۳۰ سال اخیر تنها سه مورد مشاهده این پرنده در ایران به ثبت رسیده‌است. دست‌کم دو مورد گزارش نیز از مشاهده دال هیمالیایی که بیشتر در فلات تبت و آسیای میانه یافت می‌شود، در شرق ایران داده شده‌است. دال معمولی پرشمارترین کرکس ایران است که به صورت پراکنده در رشته‌کوه‌های مهم کشور از آذربایجان در شمال غرب تا رشته‌کوه‌های البرز، ارتفاعات خراسان، رشته‌کوه‌های زاگرس، بلندی‌های کرمان و کوه‌های مکران تا مرزهای پاکستان زیست می‌کند.

### کرکس‌های جهان جدید

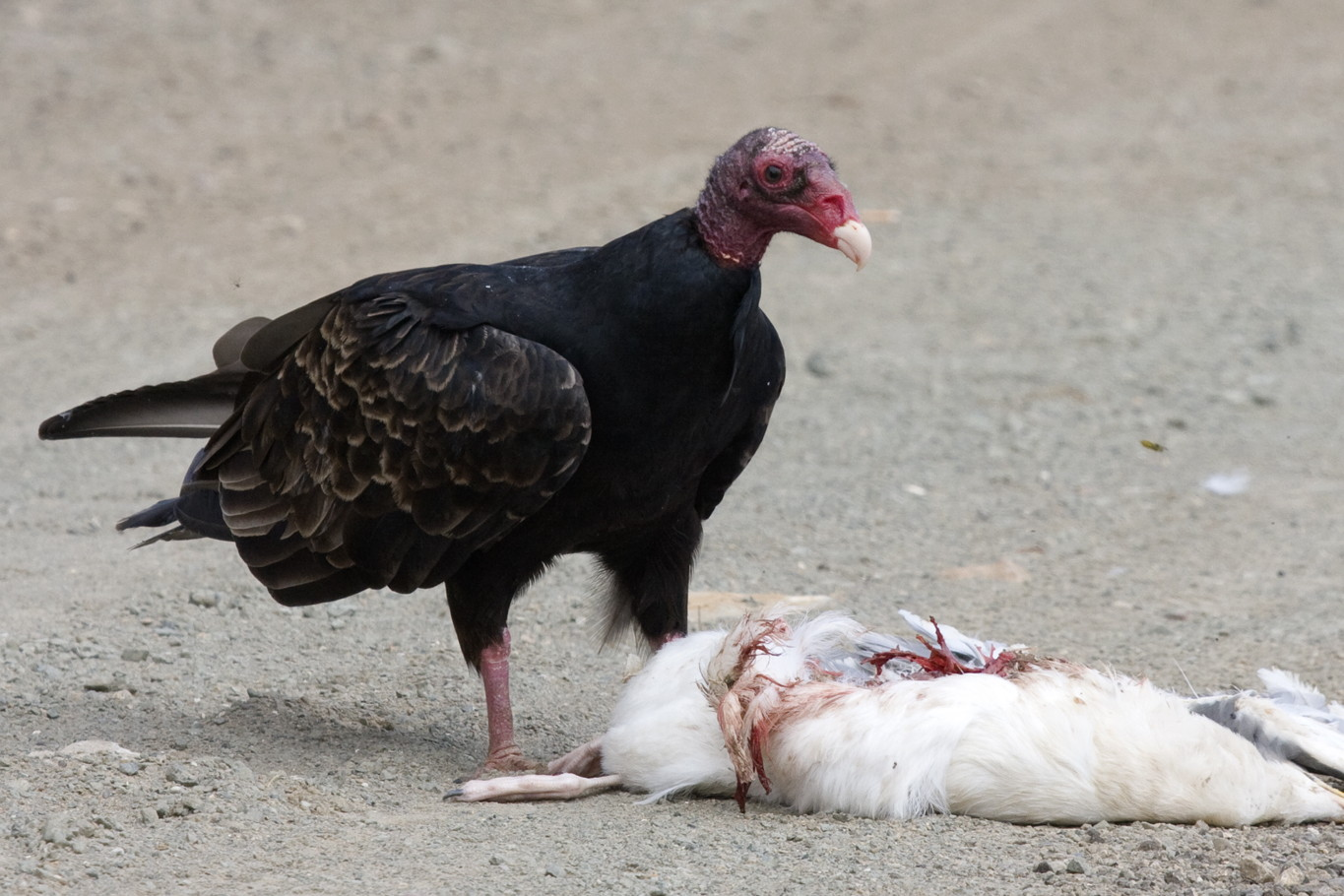
یک کرکس بوقلمونی در حال لاشه‌خواری، مورو بی، کالیفرنیا

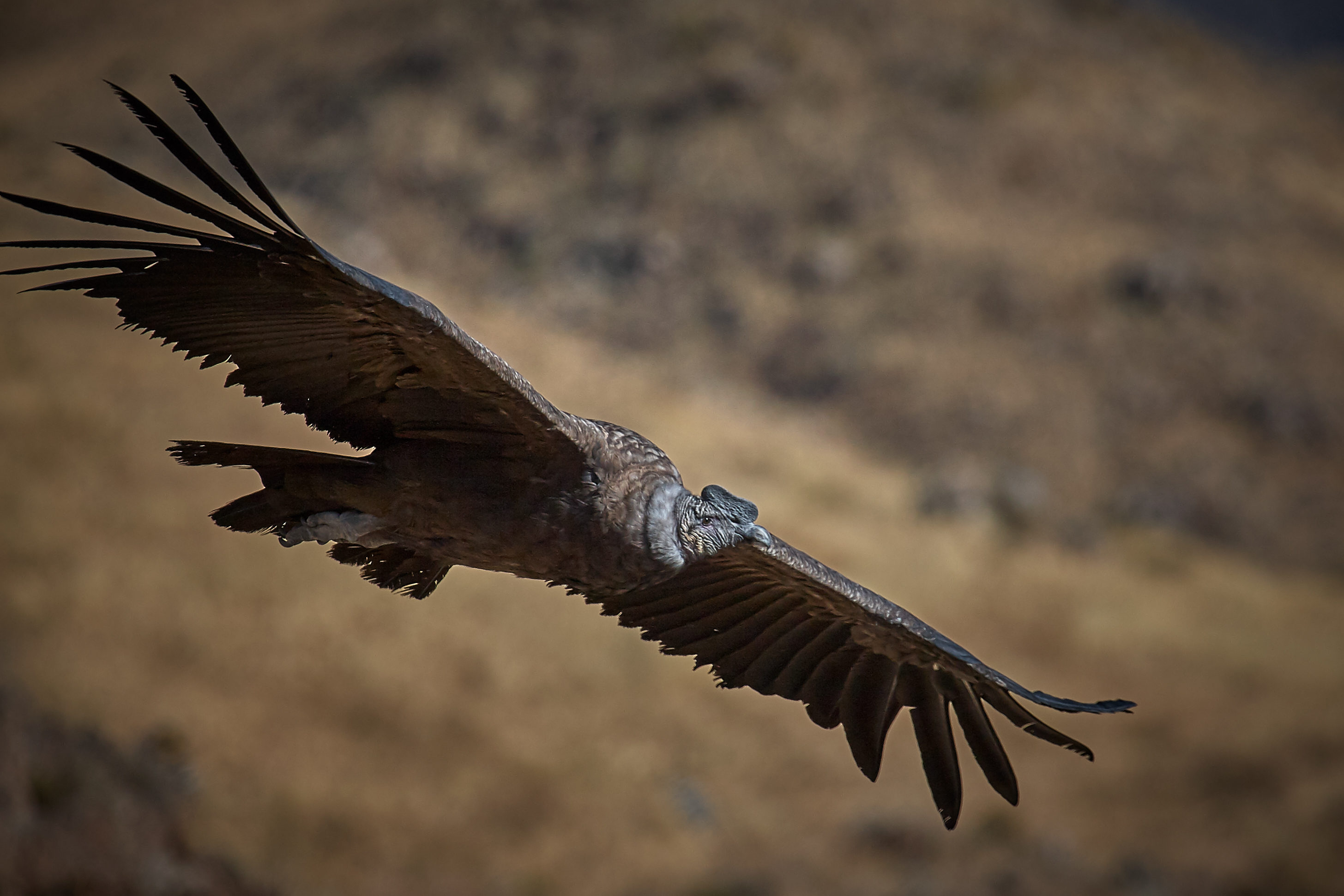
یک رخ‌کرکس آند در حال پرواز بر فراز ارکیپا

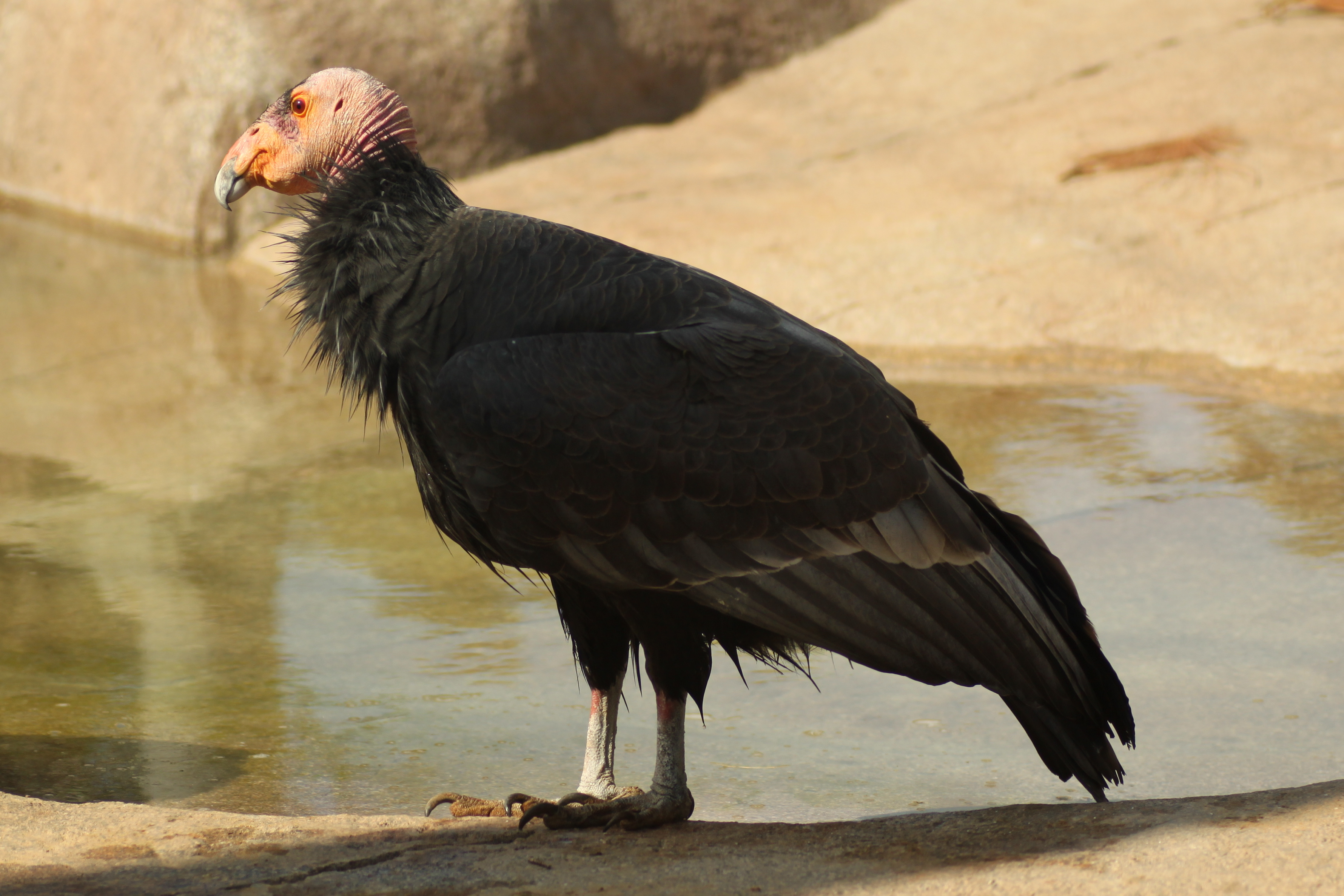
یک رخ‌کرکس کالیفرنیا در باغ‌وحش سن دیگو

کرکس‌های جهان جدید (Cathartidae) یک تیره مستقل هستند که اعضای آن همگی در سرزمین‌های گرم و معتدل بر جدید (قاره آمریکا) زندگی می‌کنند. این کرکس‌ها نسب مشترک نزدیکی با کرکس‌های جهان قدیم ندارند و وجود شباهت‌هایی میان این دو گروه، نتیجه فرگشت همگرا می‌باشد. این پرندگان به‌طور سنتی در راسته شاهین‌سانان قرار می‌گیرند؛ اما در دهه ۱۹۹۰ برخی زیست‌شناسان آن‌ها را در راسته لک‌لک‌سانان طبقه‌بندی کردند. امروزه این تیره برپایه برخی شواهد ژنتیکی جدید همراه با تیره بازان در راسته بازسانان قرار می‌گیرند. برخی نیز آن‌ها را در راسته‌ای منحصر به خود با نام لاشخورسانان (Cathartiformes) قرار می‌دهند. امروزه ۷ گونه از کرکس‌های جهان جدید زیست می‌کنند:
- کرکس بوقلمونی (Cathartes aura)
- کرکس سرزرد کوچک (Cathartes burrovianus)
- کرکس سرزرد بزرگ (Cathartes melambrotus)
- کرکس سیاه (Coragyps atratus)
- رخ‌کرکس کالیفرنیا (Gymnogyps californianus)
- شاه کرکس (Sarcoramphus papa)
- رخ‌کرکس آند (Vultur gryphus)

## ویژگی‌ها

### ویژگی‌ها
بیشتر کرکس‌ها سری تاس و بدون پرهای معمولی دارند. به‌طور تاریخی تصور می‌شد که تاس بودن سر کرکس‌ها برای جلوگیری از آلودگی هنگام تغذیه از مردار است، اما تحقیقات جدیدتر نشان می‌دهد پوست لخت نقش مهمی در تنظیم حرارت بدن دارد. به همین دلیل است که در سرما سر خود را در بدن فرو می‌برند و در گرما گردن خود را باز می‌کنند.
در مقایسه با گونه‌های جهان قدیم کرکس، کرکس‌های بر جدید دارای پاهایی صاف و ضعیف هستند که برای چنگ زدن مناسب نیستند.

### حواس
کرکس‌های جهان جدید سرده پاکیزه‌گرها (Cathartes)، مانند کرکس بوقلمونی، دارای پیاز بویایی بزرگ و توسعه‌یافته‌ای هستند که به آن‌ها امکان ردیابی مردار از طریق بو را می‌دهد؛ ویژگی‌ای که در میان پرندگان غیرمعمول است و در دیگر گونه‌های کرکس‌ها (جهان قدیم و جدید) نیز یافت نمی‌شود.

### زادآوری
کرکس‌های جهان قدیم بیشتر بر بالای درختان یا روی صخره‌ها آشیانه می‌سازند. بیشتر کرکس‌های جهان قدیم تنها یک تخم می‌گذارند. کرکس‌های جهان جدید آشیانه نمی‌سازند و در عوض تخم‌های خود را درون حفره‌های طبیعی صخره‌ها و درختان قرار می‌دهند. گونه‌های کوچک‌تر این کرکس‌ها دو تخم می‌گذارند و زمان تولد جوجه آن‌ها بیش از یک ماه طول می‌کشد. بزرگ‌ترین گونه‌ها اما تنها یک تخم می‌گذارند و زمان تولد جوجه ممکن است حدود دو ماه طول بکشد. نوزادان کرکس‌های بر جدید در مقایسه با نوزادان سایر پرندگان شکاری دیرتر رشد می‌کنند.

### تغذیه

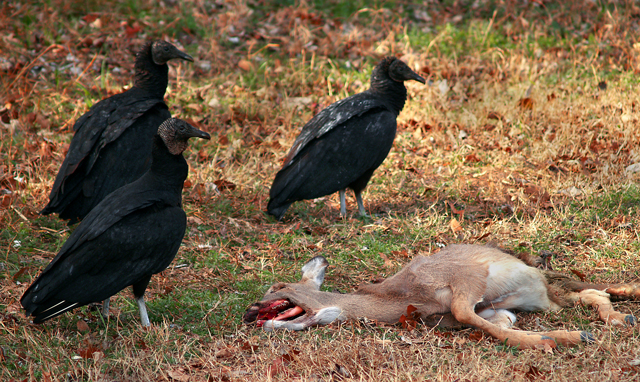
گروهی کرکس سیاه بر سر لاشه یک گوزن

به غیر از هما که بیشتر رژیم غذاییش از مغز استخوان موجود در استخوان لاشه‌ها تأمین می‌شود، باقی کرکس‌ها غذای خود را از گوشت مردار تهیه می‌کنند. این پرندگان معمولاً پوست مردار را با منقار خود می‌درند؛ اما اگر پوست جانور مرده به قدری ضخیم باشد که قادر به دریدنش نباشند، منتظر ورود مردارخوار قوی‌تری می‌مانند تا این کار را انجام دهد. کرکس‌ها به‌ندرت به جانوران تندرست حمله می‌کنند، ولی ممکن است جانوران زخمی یا بیمار را بکشند. کرکس‌ها جانورانی سودمند برای جلوگیری از گندیدگی و عفونت‌زایی مردارها هستند؛ به‌ویژه در مناطق گرمسیر.
اسید معده کرکس‌ها بسیار نیرومند و دارای پی‌اچ برابر با ۱ است. به کمک این اسید، باکتری‌های سیاه‌زخم، وبا و سم بوتولینوم که برای مردارخواران دیگر می‌تواند مرگبار باشند در معده کرکس از بین می‌روند.
کرکس‌های جهان جدید اغلب در هنگام احساس تهدید استفراغ می‌کنند. برخلاف برخی تصورات، پرتاب استفراغ وسیله دفاع این پرندگان نیست؛ بلکه باعث سبک شدن معده و در نتیجه سهولت در پروازکردن به منظور گریختن می‌شود. همچنین غذای استفراغ شده ممکن است توجه شکارچی را جلب و به گریختن کرکس کمک کند.
کرکس‌های جهان جدید روی پاهای خود دفع مدفوع می‌کنند. اسید اوریک موجود در مدفوع باکتری‌هایی را که از روی لاشه بر روی سطح پاهای این پرندگان تجمع کرده‌اند را از بین می‌برد و از سویی دیگر با تبخیر آب موجود در مدفوع باعث خنک شدن پاها و رگ‌های خونی آن‌ها می‌شود.

## خطر انقراض
کرکس‌ها نقش اکوسیستمی بسیار مهمی دارند و نابودی آن‌ها مجموعه‌ای از خطرات بهداشتی جدی را برای جوامع انسانی ایجاد می‌کند. برآوردشده که هر کرکس در طول زندگی خود ۱۳ هزار دلار به جوامع انسانی کمک می‌کند و نابودی کرکس‌های هند پس از دهه ۱۹۹۰ باعث افزایش شیوع بیماری‌هایی چون هاری، سیاه‌زخم و طاعون در این کشور شد؛ به‌طوری‌که ۳۴ میلیارد دلار خسارت تا سال ۲۰۱۵ به اقتصاد هند از این بابت وارد شده‌است.
مهم‌ترین خطر برای کرکس‌ها سموم آفت‌کش و داروهایی است که کرکس‌ها به آن‌ها به شدت حساس هستند و خوردن کم‌ترین مقدار آن باعث مرگ آن‌ها می‌شود. مصرف دیکلوفناک در هند عامل اصلی نابودی کرکس‌های هند بود. این دارو به الاغها و جانوران اهلی دیگر داده می‌شد تا بیشتر کار کنند و کمتر احساس درد و خستگی داشته باشند و کرکس‌ها با خوردن لاشه این جانوران به سرعت کشته می‌شدند. دال کفل‌سفید پرشمارترین کرکس هند که جمعیت آن در دهه ۱۹۸۰ حدود ۸۰ میلیون برآورد می‌شد، در طول ۱۵ سال ۹۹٫۹ درصد کاهش جمعیت داشت و در آستانه انقراض قرار گرفته‌است. با از بین رفتن کرکس‌ها و باقی ماندن لاشه‌ها، آلودگی‌های مربوط به وجود لاشه افزایش یافت و بعد از چند سال سگ‌ها و در مرتبه بعدی موش‌ها جای کرکس‌ها را گرفته و جمعیت آن‌ها به شدت افزایش یافت. افزایش جمعیت سگ‌های ولگرد باعث افزایش شیوع هاری و رفتارهای تهاجمی در آن‌ها می‌شد؛ به‌طوری‌که سالانه ۲۰ هزار نفر در هند بر اثر بیماری هاری کشته می‌شوند. تلاش برای محدود کردن جمعیت سگ‌های ولگرد به این دلیل ناموفق مانده که کاهش جمعیت سگ‌ها بلافاصله با افزایش جمعیت موش‌ها همراه می‌شود که رقیب غذایی و شکارچی مستقیم خود را از دست داده‌اند.
نابودی کرکس‌ها حتی باعث افزایش حملات پلنگ به دام‌های اهلی و ورود آن‌ها به روستاها و کشته شدن انسان‌ها بر اثر حمله پلنگ نیز شده‌است. چرا که با افزایش شدید جمعیت سگ‌های ولگرد، سگ‌ها یک طعمه اصلی برای پلنگ شده‌اند و پلنگ‌ها برای شکار آن‌ها وارد روستاها می‌شوند و در آنجا احتمال دارد به دام‌های اهلی هم حمله کنند. این موضوع حتی جمعیت پلنگ‌ها را نیز در خطر قرار داده، چون آن‌ها نیز در مقابل هاری آسیب‌پذیر هستند. هرچند در سال‌های اخیر مصرف دیکلوفناک دامی ممنوع شده، اما کرکس‌ها فقط سالی یک جوجه بزرگ می‌کنند و در بهترین شرایط ممکن هم ده‌ها سال طول می‌کشد تا جمعیت آن‌ها به میزان مورد نیاز برگردد.
بحران کرکس‌ها در هند با شدت کمتری در آفریقا نیز آغاز شده‌است. برخی گونه‌های کرکس آفریقایی تا ۹۸ درصد کاهش جمعیت داشته‌اند. کشورهای آفریقایی نیز با توجه به جمعیت روستایی زیاد و تعداد بالای جانوران بزرگ به کرکس‌ها که مهم‌ترین و موثرترین لاشه‌خوارها هستند نیاز دارند.
یکم سپتامبر از سوی انجمن حفاظت از پرندگان شکاری آفریقای جنوبی و انجمن حفاظت از شاهین بریتانیا به عنوان «روز جهانی آگاه‌سازی در مورد کرکس‌ها» نامگذاری شده‌است.